# Impressions Games
Impressions Games var et computerspilstudie, der blev skabt af David Lester i England. Han solgte firmaet til Sierra Entertainment i 1995, der senere blev opkøbt af Cendant, som så blev opkøbt af Vivendi Universial (i dag kendt som Vivendi SA).
Impressions specialiserede sig i historiske strategispil og er mest kendte for deres City Building Series, herunder Caesar, Pharaoh og Zeus: Master of Olympus.
Mike Ryder, den tidligere præsident hos Sierra, gennemtvang en ændring af ledelsen i oktober 2001 under udviklingen af Lords of the Realm III. Rod Nakamoto blev udnævnt til ny direktør. Lords III blev Impressions' sidste spil og blev modtaget med middelmådige anmeldelser i marts 2004.
Studiet lukkede i april 2004, da Vivendi valgte at lukke mange af deres spilstudier. Mange af de tidligere ansatte hos Impressions gik senere over til studiet Tilted Mill Entertainment.
Tidligere bemærkelsesværdige ansatte omfatter Chris Beatrice og Peter Haffenreffer, medstifter af Tilted Mill Entertainment.

## Studiets spil
- Lords of the Realm III (2004)
- Emperor: Rise of the Middle Kingdom (2002)
- Master of Olympus - Zeus (2000)
  - Master of Atlantis - Poseidon (2001)
  - Acropolis (Samling)
- Pharaoh (1999)
  - Cleopatra: Queen of the Nile (Udvidelsespakke)
- Caesar III (1998)
  - Caesar: Platinum Edition (1999) (En samling af alle tre Caesar-spil)
- Caesar II (1995)
- Caesar (1992)
- Lords of Magic (1997)
  - Lords of Magic: Legends of Urak (1998) (Udvidelsespakke)
  - Lords of Magic: Special Edition (1999) (Samling)
- Grant-Lee-Sherman: Civil War 2: Generals (1997)
- Rise and Rule of Ancient Empires (1996)
- Robert E. Lee: Civil War General (1996)
- Lords of the Realm II (1996)
  - Lords of the Realm II: Siege Pack (1997) (Expansion)
  - Lords: Royal Collection (En samling af Lords of the Realm, 2 og dets udvidelsespakke)
- Spacebucks (1996)
- Ultimate Soccer Manager (1995)
- Ultimate Soccer Manager 2 (1996)
- Ultimate Soccer Manager 98 (1998)
- Casino De Luxe (1995)
- High Seas Trader (1995)
- Powerhouse (1995)
- Front Lines (1994)
- Lords of the Realm (1994)
- Cohort II (1993)
- Detroit (1993)
- The Blue and the Gray (1993)
- WW2 Air Force Commander (1993)
- Global Domination (1993)
- Paladin II (1992)
- Air Bucks (1992)
- Air Force Commander (1992)
- Conquest of Japan (1992)
- Crime City (1992)
- Charge of the Light Brigade (1991)
- Cohort: Fighting For Rome (1991)
- Breach 2
- Breach 3
- The Final Conflict
- Merchant Colony
- Paladin
- Rorke's Drift
- Rules of Engagement 2
- Twenty Wargame Classics
- When Two Worlds War